# Friday I’m in Love
Friday I’m in Love – singel i piosenka zespołu The Cure z albumu Wish z 1992 roku.

## Historia
Utwór „Friday I’m in Love” był nominowany do nagrody Grammy i wygrał MTV Best Music Video. Piosenka została napisana, aby być numerem wolniejszym niż jej entuzjastyczne końcowe wykonanie.

## Lista utworów
1. „Friday I’m in Love”
2. „Halo”
3. „Scared As You”
4. „Friday I’m in Love (Strangelove Remix)”

## Wykonawcy
- Robert Smith – śpiew, gitara, instrumenty klawiszowe
- Perry Bamonte – instrumenty klawiszowe
- Simon Gallup – gitara basowa
- Porl Thompson – gitara
- Boris Williams – perkusja
- Caroline Crawley – śpiew w tle utworu „Halo”